# ماكسيميليان يوليسيس براون
ماكسيميليان يوليسيس براون (بالألمانية: Maximilian Ulysses Browne)‏ هو عسكري نمساوي، ولد في 23 أكتوبر 1705 في بازل في سويسرا، وتوفي في 26 يونيو 1757 في براغ في التشيك.

## وصلات خارجية
- ماكسيميليان يوليسيس براون على موقع الموسوعة البريطانية (الإنجليزية)